# Unzué/Untzue
Unzué/Untzue (spanisch Unzué, baskisch Untzue) ist ein Ort und eine Gemeinde (Municipio) in der Comunidad Foral Navarra in Nordspanien mit 165 Einwohnern (Stand: 2024). Neben dem namensgebenden Ort Untzue gehört die Ortschaft Aertederreta zur Gemeinde.

## Lage
Unzué/Untzue liegt etwa 16 km südsüdöstlich von Pamplona in einer Höhe von ca. 650 m. Durch die Gemeinde führt die Autopista AP-15.

## Sehenswürdigkeiten
- Millanuskirche in Untzue
- Kapelle von Artederreta
- Barnabaskapelle

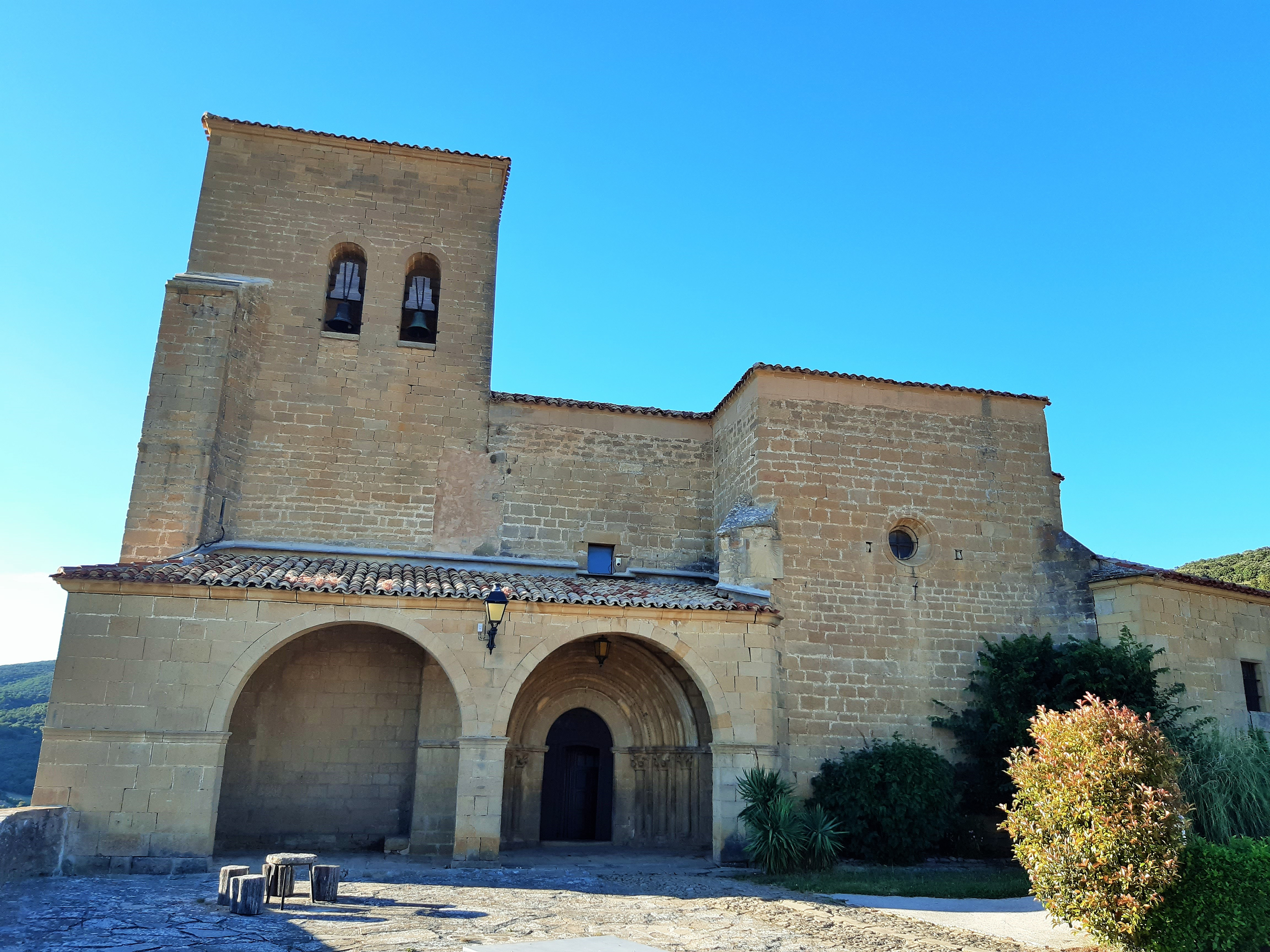
Millanuskirche